# Little Fires Everywhere
Little Fires Everywhere es una miniserie de drama histórico estadounidense lanzada originalmente para Hulu. La miniserie es creada por la showrunner norteamericana Rachel Elizabeth Tigelaar, también conocida como Liz Tigelaar, creadora de series exitosas como Once Upon a Time, Revenge o Brothers & Sisters. La miniserie se basa en la novela homónima de la escritora estadounidense Celeste Ng. La miniserie, que fue estrenada el 18 de marzo de 2020 y finalizó el 25 de abril de 2020 en la plataforma Hulu, cuenta como protagonistas y como productoras a las actrices: Reese Witherspoon y Kerry Washington. En México y España, la serie se puede ver mediante Prime Video.

## Sinopsis
Basada en la novela superventas de Celeste Ng publicada en el año 2017, Little Fires Everywhere cuenta la historia de una perfecta familia de los suburbios de Ohio , los Richardson, cuando su vida se ve interrumpida por una enigmática madre soltera y su hija. Elena Richardson, periodista y madre de cuatro hijos, alquila su segunda casa a Mia Warren, madre soltera. La historia de ambas desde ese momento se entrelazará entre secretos y mentiras convirtiendo su relación en un arma de doble filo y que pondrá en peligro tanto la reputación de la primera y la relación entre madre e hija de la segunda. Derivando así en una mutua desconfianza y en una falsa amistad que se saldará con un gran incendio. Reese Witherspoon (Elena Richardson) y Kerry Washington (Mia Warren) protagonizan esta historia.

## Elenco

### Principal
- Reese Witherspoon como Elena Richardson,[6] periodista, arrendadora y madre de cuatro hijos.
- Kerry Washington como Mia Warren,[7] talentosa fotógrafa que trabaja a tiempo parcial como camarera.
- Joshua Jackson como Bill Richardson,[7] abogado y marido de Elena.
- Rosemarie DeWitt como Linda McCullough,[7] amiga de la infancia de Elena.
- Jade Pettyjohn como Lexie Richardson,[7] hija mayor de Elena y Bill.
- Lexi Underwood como Pearl Warren,[7] hija de Mia Warren.
- Megan Stott como Izzy Richardson,[7] hija pequeña de Elena y Bill.
- Gavin Lewis como Moody Richardson,[7] hijo pequeño de Elena y Bill.
- Jordan Elsass como Trip Richardson,[7] hijo mayor de Elena y Bill.

### Recurrente
- SteVonté Hart como Brian Harlins, el novio de Lexie.
- Paul Yen como Scott.
- Huang Lu como Bebe Chow, compañera de trabajo y amiga de Mia, una inmigrante indocumentada y madre biológica de Mei-Ling.
- Geoff Stults como Mark McCullough, el esposo de Linda.
- Jaime Ray Newman como Elizabeth Manwill.
- Obba Babatundé como George Wright.
- Melanie Nicholls-King como Regina Wright.
- Jesse Williams como Joe Ryan.
- Sarita Choudhury como Anita Rees.
- Austin Basis como Director Peters.
- Byron Mann como Ed Lan.

### Invitado
- AnnaSophia Robb como la joven Elena
- Tiffany Boone como la joven Mia
- Alona Tal como la joven Linda
- Nicole Beharie como Madeleine Ryan
- Matthew Barnes como el joven Bill
- Andy Favreau como el joven Mark
- Luke Bracey como Jamie Caplan
- Anika Noni Rose como Pauline Hawthorne
- Britt Robertson ccomo Rachel
- Aubrey Joseph como Warren Wright
- Lisa Yamada como Serena Wong

## Episodios
| N.º | Título            | Dirigido por    | Escrito por     | Fecha de lanzamiento original |
| --- | ----------------- | --------------- | --------------- | ----------------------------- |
| 1   | «The Spark»       | Lynn Shelton    | Liz Tigelaar    | 18 de marzo de 2020           |
| 2   | «Seeds and All»   | Michael Weaver  | Nancy Won       | 18 de marzo de 2020           |
| 3   | «Seventy Cents»   | Michael Weaver  | Raamla Mohamed  | 18 de marzo de 2020           |
| 4   | «The Spider Web»  | Lynn Shelton    | Attica Locke    | 25 de marzo de 2020           |
| 5   | «Duo»             | Lynn Shelton    | Rosa Handelman  | 1 de abril de 2020            |
| 6   | «The Uncanny»     | Nzingha Stewart | Shannon Houston | 8 de abril de 2020            |
| 7   | «Picture Perfect» | Nzingha Stewart | Harris Danow    | 15 de abril de 2020           |
| 8   | «Find a Way»      | Lynn Shelton    | Amy Talkington  | 22 de abril de 2020           |

## Producción

### Desarrollo
El libro fue descubierto por la actriz Reese Witherspoon y Lauren Neustadter antes de su publicación. Witherspoon, lo eligió para comentarlo en su club de lectura en septiembre del año 2017 y poco después de su publicación se convirtió en todo un éxito de ventas. Ella misma le presentó el libro a Kerry Washington y juntas se pusieron en contacto con la creadora y showrunner Liz Tigelaar para adaptar el libro como miniserie o serie limitada. El proyecto consiguió obtener la propia firma de la cadena de televisión norteamericana ABC con el respaldo de la propia compañía cinematográfica de la actriz, Hello Sunshine.
El 2 de marzo de 2018, la producción, pero aún no se había determinado una red de distribución. La serie fue programada para ser escrita y dirigida por Tigelaar, quien también sería productora ejecutiva junto a Witherspoon, Washington, Lauren Neustadter y Pilar Savone. El autor de la novela, Celeste Ng, actuaría como productora de la serie. Las compañías de producción involucradas en la serie incluyen Hello Sunshine, Simpson Street, ABC Signature Studios. El 12 de marzo de 2018, Hulu ordenó que la producción se conformaría de ocho episodios. Esta se confirmó después de recibir una serie de múltiples propuestas que involucró a varias redes y servicios de transmisión. En abril de 2019, Lynn Shelton fue elegida para dirigir la serie y actuar como productora ejecutiva. Shelton murió de un trastorno sanguíneo poco después de que se emitiera el último episodio de la serie.

### Filmación
Para las localizaciones de la serie se eligió la ciudad de Los Ángeles, en California durante los meses de mayo a octubre del año 2019. El exterior de la casa de los Warren fue grabado en Pasadena así como se utilizó Hancock Park para el jardín de los Richardson.

### Música
Para la música y banda sonora se involucraron el compositor y cantante americano Mark Isham y la pianista Isabella Summers del grupo londinense Florence and the Machine. Fue lanzada a las plataformas digitales el pasado 17 de abril de 2020 por la discográfica Hollywood Records. Además incluyen versiones de cantantes como Judith Hill, BELLSAINT, Ruby Amanfu, Lauren Ruth Ward  o la canción original escrita por la cantante Ingrid Michaelson.

## Lanzamiento
Little Fires Everywhere fue oficialmente estrenada el 18 de marzo de 2020, en EE. UU.. A nivel mundial, la serie fue estrenada y distribuida por Amazon Prime Video entre los meses de mayo y julio llegando a Europa,  Canadá, Australia y América del Sur.

## Recepción
Según la plataforma digital Hulu, la serie limitada fue lo más visto durante los primeros sesenta días desde su estreno el 18 de marzo.

### Premios y nominaciones
| Año  | Premiación                          | Categoría                                                        | Nominado(s)                                          | Resultado | Ref.   |
| ---- | ----------------------------------- | ---------------------------------------------------------------- | ---------------------------------------------------- | --------- | ------ |
| 2020 | Primetime Emmy Awards               | Mejor miniserie                                                  | Little Fires Everywhere                              | Nominada  | [ 20 ] |
| 2020 | Primetime Emmy Awards               | Mejor actriz miniserie                                           | Kerry Washington                                     | Nominada  | [ 20 ] |
| 2020 | Primetime Emmy Awards               | Mejor dirección artística en una miniserie, telefilme o especial | Lynn Shelton (for "Find a Way")                      | Nominada  | [ 20 ] |
| 2020 | Primetime Creative Arts Emmy Awards | Mejor composición musical en una miniserie, telefilme o especial | Mark Isham & Isabella Summers (for "The Spider Web") | Nominados | [ 20 ] |
| 2020 | Primetime Creative Arts Emmy Awards | Mejor música y letra                                             | "Build it Up" – Ingrid Michaelson (for "Find a Way") | Nominada  | [ 20 ] |
| 2021 | Premios del Sindicato de Actores    | Mejor actriz de televisión - Miniserie o telefilme               | Kerry Washington                                     | Nominada  | [ 21 ] |